# Isabelle Mouthon-Michellys
Isabelle Mouthon-Michellys (Annecy, 14 giugno 1966) è una triatleta francese,sorella gemella dell'atleta Béatrice Mouthon.

## Carriera
Ha vinto tre campionati del mondo su distanza lunga, due campionati europei su distanza olimpica e due campionati europei su distanza media.
Ha vinto, inoltre, i Goodwill Games del 1994 a San Pietroburgo (Russia).
Ha conseguito, infine, un 2º posto assoluto all'Ironman Hawaii nel 1995.
La sua carriera è stata coronata dalla partecipazione alle prime Olimpiadi di triathlon di Sydney, dove è arrivata al 7º posto assoluto.

## Titoli
- Campionessa mondiale di triathlon Long Distance - 1993, 1994, 2000
- Campionessa europea di triathlon - 1991, 1995
- Campionessa europea di triathlon Middle Distance - 1990, 1994
- Goodwill Games - 1994